# Buran 1.02
Il Buran 1.02 (OK-1.02), detto anche Ptichka ("Птичка", uccellino in russo) è la seconda navetta spaziale sovietica del programma Buran-Energia, rimasta incompleta e mai lanciata. È distinguibile dalle altre navette per una struttura rossa attaccata ai portelloni della stiva di carico.

## Il Nome
La navetta non venne mai ufficialmente battezzata e "Ptichka" era il nomignolo con cui i russi indicavano tutte le loro navette. Probabilmente sarebbe stato scelto un nome più conforme a quello del programma, come Buria ("Буря", tempesta in russo), altro nome con cui veniva citata la navetta.

## Sviluppo
La costruzione iniziò nel 1988 e avrebbe dovuto essere completata nel 1990, ma nonostante fosse quasi ultimata (al 95-97%) e mancassero solo pochi sistemi elettronici, i fondi vennero tagliati e la navetta non venne mai finita. Il programma venne ufficialmente cancellato nel 1993 e da allora la navetta è ricoverata presso il cosmodromo di Bajkonur.

## Missioni
Nel 1989 erano stati inizialmente programmati diversi lanci per le navette spaziali russe. Quelli pianificati per la navetta 1.02 erano i seguenti:
- IV quadrimestre 1991: primo volo, di 1-2 giorni
- I-II quadrimestre 1992: secondo volo, di 7-8 giorni

Coi ritardi e le difficoltà incontrate nella realizzazione del programma, vennero fatti dei cambiamenti e nel dicembre 1991 venne preparato un nuovo programma di volo. Le navette spaziali avrebbero dovuto raggiungere la stazione spaziale Mir, ma il programma subì molti rallentamenti e i lavori vennero fermati, così queste missioni non poterono mai venire effettuate e con la cancellazione del programma, vennero svolte dagli Space Shuttle statunitensi.